# Colin McRae Rally 2.0
Colin McRae Rally 2.0 ist ein von Codemasters entwickeltes Computerspiel, das am 22. September 2000 veröffentlicht wurde. Das Rennspiel ist der zweite Teil in der Colin-McRae-Rally-Serie und erschien für Microsoft Windows sowie für die PlayStation. 2002 erfolgte eine Adaption für Game Boy Advance.

## Spielprinzip
Gefahren werden Rallye-Abschnitte, wobei die Zeiten der anderen Rennteilnehmer berechnet werden und das Fahrzeug zwischen den Etappen teilweise repariert werden kann. Gewonnene Rallys schalten Bonusfahrzeuge frei. Zudem gibt es auch die Möglichkeit Rallycross auf Rundkursen mit anderen Fahrzeugen Seite an Seite zu fahren. Schaltet man ausreichend Etappen frei, kann man eine Herausforderung gegen einen einzelnen Gegner antreten. Gefahren wird auf Strecken in Finnland (Schotter), Griechenland (grober Schotter), Frankreich (Asphalt), Schweden (Schnee und Eis), Australien (feiner Kies), Kenia (Asphalt und Schotter), Italien (Asphalt), Vereinigtes Königreich (Asphalt, Schotter und Schlamm) sowie Herausforderungsmodus Japan (Schotter und Asphalt), wobei die jeweiligen Fahrbahnbeläge simuliert werden.

## Fahrzeuge
- Allradantrieb
  - Peugeot 205 T16
  - Peugeot 206 WRC
  - Ford Racing Puma
  - Ford Focus RS WRC 1999/2000
  - Subaru Impreza 22B
  - Toyota Corolla WRC
  - Mitsubishi Lancer Evo VI
  - Lancia Delta Integrale
  - MG Metro 6R4
  - Seat Cordoba WRC
- Hinterradantrieb
  - Ford Sierra RS Cosworth
  - Lancia Stratos
- Frontantrieb
  - Ford Escort
  - Mini Cooper S

## Rezeption
Colin McRae Rally 2.0 sei eine behutsame Weiterentwicklung von Colin McRae Rally. Der Einfluss der Pistenbeläge auf die Bodenhaftung sei größer und die Fahrzeuge etwas besser beherrschbar. Elf statt vorher fünf Teilbereiche des Autos können einzeln beschädigt werden und die Fahrweise individuell beeinflussen. Die Landschaftsgrafik wirke leicht matschig und wenig detailliert, die Umgebungen mitunter leblos. Der Netzwerkmodus wurde im Vergleich zum Vorgänger stark ausgebaut. Die Ansagen des Beifahrers kämen manchmal etwas spät. Es sei seinerzeit die Referenz unter den Rally-Simulationen. Auf der PlayStation zeigten sich insbesondere im Split Screen spontan auftauchende Objekte und die Bildrate sei nicht so stabil wie im Vorgänger.